# Mounir Dhahri
Mounir Ben Mohamed Dhahri, född 2 februari 1966 i Tunisien, är en tunisisk medborgare bosatt i Stockholm, Sverige, som greps i Danmark under 2010 över en misstänkt terrorplan mot den danska tidningen Jyllands-Posten. 
Dhahri kom till Sverige från Tunisien i augusti 1993 och fick permanent uppehållstillstånd i Sverige i januari 1996. Han har utan framgång sökt svenskt medborgarskap. Dhahri är skild och har två barn med två olika kvinnor.
Dhahri har behandlats för drogmissbruk och har dömts flera gånger för övergrepp. År 2000 dömdes han för övergrepp mot hans dåvarande maka, olaga hot och våldsamt motstånd.  År 2004 dömdes han av Stockholms tingsrätt för övergrepp, olaga hot och narkotikakriminalitet.
I mars 2004 dömdes Dhahri av Stockholms tingsrätt för att ha hotat att döda två anställda i en 7-Eleven butik i Stockholm i april 2003, efter att han nekades en begäran om att låna en telefon.